# Креда (Верона)
Креда је насеље у Италији у округу Верона, региону Венето.
Према процени из 2011. у насељу је живело 25 становника. Насеље се налази на надморској висини од 25 м.